# Dwór Marsów w Limanowej
Dwór Marsów w Limanowej – dwór w stylu klasycystycznym. Znajduje się w Limanowej, Polska.

## Położenie
Położony jest w Parku Miejskim im. Adama Mickiewicza w Limanowej. Budynek leży w pobliżu centrum Limanowej, niedaleko rzeki i głównych punktów komunikacyjnych miasta, co czyni go łatwo dostępnym dla turystów i mieszkańców.

## Historia
Dwór Marsów w Limanowej to zabytkowy obiekt, którego historia sięga przełomu XVIII i XIX wieku. Został wzniesiony przez szlachecką rodzinę rodzinę Marsów, która miała swoje korzenie w regionie Limanowej. 
Początkowo dwór pełnił funkcję siedziby rodowej, a jego budowa miała na celu stworzenie eleganckiego, klasycystycznego domu, który odpowiadałby statusowi właścicieli. Marsowie byli zamożnymi właścicielami ziemskimi, którzy posiadając majątek w Limanowej, stali się ważnymi postaciami lokalnej społeczności. Dwór był przykładem typowej architektury klasycystycznej, z charakterystycznymi dla tego stylu symetrycznymi liniami, prostymi formami i eleganckimi detalami. Budynek, który powstał na przełomie XVIII i XIX wieku, stanowił symbol wysokiego statusu rodziny i był jej rezydencją przez wiele lat. 
W połowie XIX wieku, po śmierci Mikołaja Marsa, majątek przeszedł w ręce kolejnych właścicieli, a dwór pozostawał w rękach rodziny przez dekady. W okresie międzywojennym dwór zmieniał właścicieli, a po II wojnie światowej, w wyniku zmian społeczno-politycznych, stał się własnością państwową. Budynek przez wiele lat był zaniedbywany; w latach 80. XX wieku, podjęto decyzję o jego renowacji. W 1985 roku dwór stał się siedzibą Muzeum Ziemi Limanowskiej, które do dziś gromadzi i prezentuje eksponaty związane z historią oraz kulturą regionu Limanowej. 
Dwór Marsów został wpisany do rejestru zabytków w 1988 roku, co zapewniło mu ochronę i umożliwiło dalsze prace konserwatorskie.